# Немчиновка (Татарстан)
Немчиновка (тат. Немчиновка) — деревня в Буинском районе Республики Татарстан России. Входит в состав Киятского сельского поселения.

## География
Деревня находится в юго-западной части Татарстана, в зоне хвойно-широколиственных лесов, в пределах восточной окраины Приволжской возвышенности, на левом берегу реки Свияги, при автодороге 16К-0612, на расстоянии примерно 10 километров (по прямой) к юго-востоку от города Буинска, административного центра района. Абсолютная высота — 79 метров над уровнем моря.

### Климат
Климат характеризуются как умеренно континентальный, с умеренно холодной продолжительной зимой и тёплым летом. Среднегодовая температура воздуха составляет 3,9 °С. Средняя температура воздуха самого холодного месяца (января) — −11,1 °C (абсолютный минимум — −48 °C); самого тёплого месяца (июля) — 19,3 °C (абсолютный максимум — 39 °C). Безморозный период длится 125—130 дней. Среднегодовое количество атмосферных осадков составляет 483,1 мм, из которых около 345 мм выпадает в период с апреля по октябрь.

### Часовой пояс
Деревня Немчиновка, как и весь Татарстан, находится в часовой зоне МСК (московское время). Смещение применяемого времени относительно UTC составляет +3:00.

## История
Основана в первой половине XIX века. До отмены крепостного права жители относились к категории помещичьих крестьян, основными занятиями которых были скотоводство и земледелие. В начале XX в. земельный надел сельской общины составлял 171,5 дес.
До 1920 года  деревня входила в Бурундуковскую волость Буинского уезда Симбирской губернии. С 1920 года в составе Буинского кантона Татарской АССР. С 10 августа 1930 года в Буинском районе.

## Население
Население деревни Немчиновка в 2011 году составляло 33 человека.
| 1859 | 1880 | 1897 | 1913 | 1920 | 1926 | 1938 | 1949 | 1958 | 1970 | 1979 | 1989 | 2002 | 2011 |
| ---- | ---- | ---- | ---- | ---- | ---- | ---- | ---- | ---- | ---- | ---- | ---- | ---- | ---- |
| 26   | 135  | 134  | 177  | 159  | 218  | 222  | 186  | 155  | 105  | 78   | 31   | 34   | 33   |

### Национальный состав
Согласно результатам переписи 2002 года, в национальной структуре населения русские составляли 70 %.